# Sant Antoni de Pàdua de Cubelles
Sant Antoni de Pàdua de Cubelles és una església del municipi de Cubelles (Garraf) inclosa en l'Inventari del Patrimoni Arquitectònic de Catalunya. D'acord amb la inscripció que figura a la llinda de pedra de la porta, la capella de Sant Antoni de Pàdua va ser construïda l'any 1694 per Marià Gassó.

## Descripció
La capella de Sant Antoni és un edifici entre mitgeres de dimensions reduïdes. És una construcció d'una sola nau, amb coberta a dues vessants, de teula. L'estructura de la façana és d'una gran simplicitat. Té una porta d'accés rectangular, als costats de la qual hi ha petites finestres quadrades. La resta de la façana és llisa, emblanquinada, excepte una minúscula obertura circular situada a la part superior. El conjunt es completa amb un campanar d'espadanya que presenta una única obertura d'arc de mig punt i coronament a dues vessants.